# Kreplin-Haus
Das Kreplin-Haus (englisch Kreplin House) ist ein historisches Wohnhaus in Lüderitz in der Region ǁKaras in Namibia. Es   ist seit dem 15. Juni 1983 ein Nationales Denkmal.
Das Haus wurde als Wohnhaus 1909 für Emil Kreplin, den Verwalter der Bahn in Lüderitz und erster Bürgermeister der Stadt, errichtet. Es wurde vom Architekten Friedrich Kramer entworfen und vom Bauunternehmen FH Schmidt errichtet.

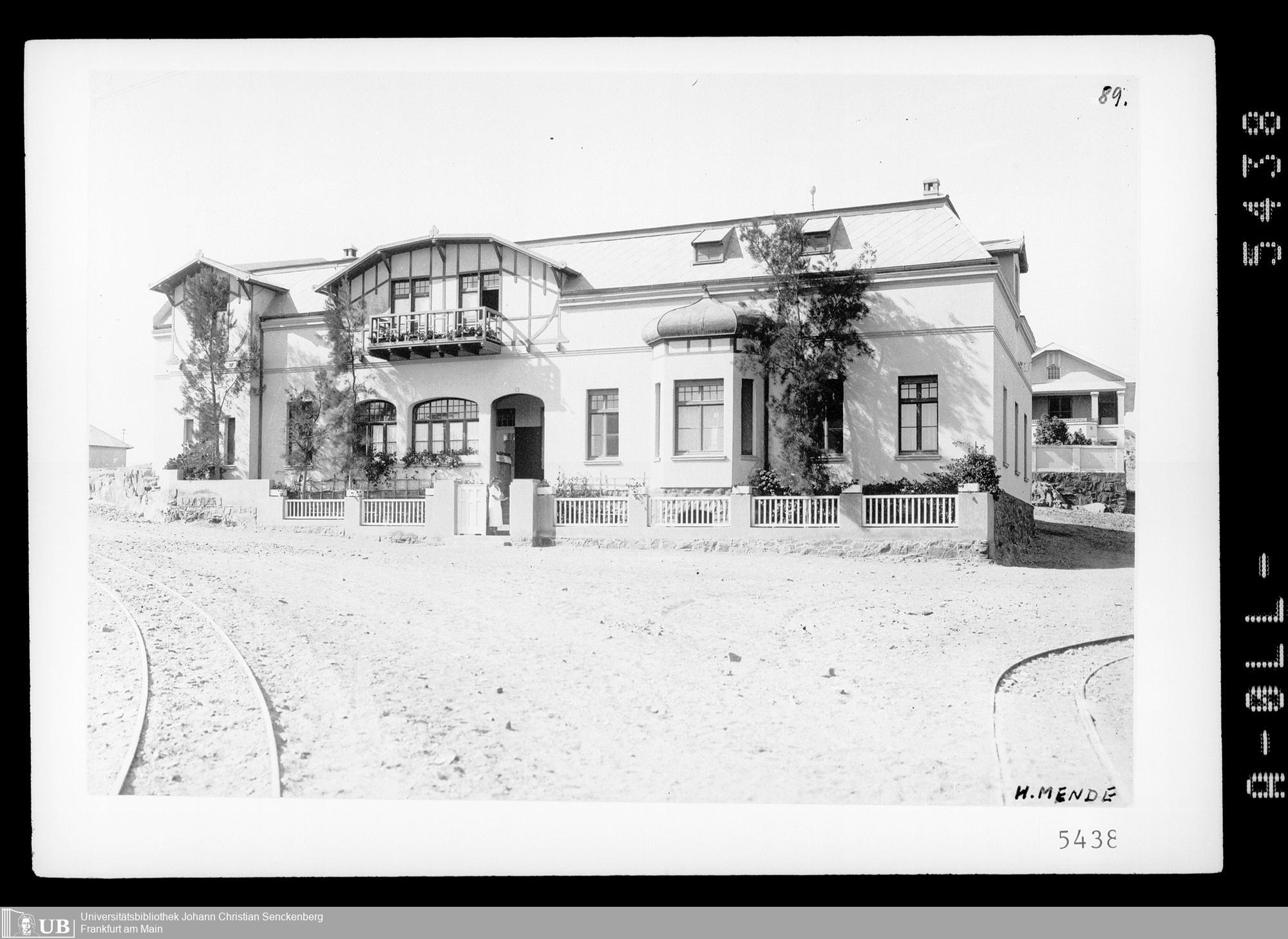
Kreplin-Haus um 1909